# Nacionalni muzej moderne umjetnosti
 Nacionalni muzej moderne umjetnosti (do. 2021. Moderna galerija) , hrvatski je umjetnički muzej u Zagrebu. Smješten je u historicističkoj palači Vranyczany na adresi Hebrangova 1, tik do Strossmayerove galerije. Ima stalni postav slikarstva i kiparstva, većinom djela hrvatskih umjetnika 19. i 20. stoljeća. Riječ je o više od 750 modernih, modernijih i najmodernijih djela slikara, kipara, medaljara i umjetnika novih medija koja svjedoče o dosezima hrvatske likovne umjetnosti od 19. stoljeća do danas. Moderna galerija je jedna od najvažnijih zagrebačkih kulturnih ustanova, s fundusom od 11 tisuća umjetnina.
Galerija sadrži neke od najznačajnijih radova umjetnika tog razdoblja. Zastupljeni autori su: Vjekoslav Karas, Vlaho Bukovac, Miroslav Kraljević, Josip Račić, Milan Steiner, Vladimir Becić, Jozo Kljaković, Ferdo Kovačević, Tomislav Krizman, Celestin Medović, Mirko Rački, Milivoj Uzelac, Bela Čikoš Sesija, Slava Raškaj, Edo Murtić, Ivan Meštrović, Dušan Džamonja, Zlatko Prica, Antun Motika, Anto Jerković i mnogi drugi. U sastavu Moderne galerije danas djeluje i manja galerija "Studio Josip Račić", u Margaretskoj ulici 3. Osim stalnog postava u Modernoj galeriji se nalazi knjižnica, restauratorska radionica i muzejska trgovina.

## Osnutak i razvoj
Moderna galerija je osnovana 1905. godine, u početku u sklopu Hrvatske akademije znanosti i umjetnosti. Prijedlog o osnivanju Moderne galerije dao je mnogo godina prije njezina otvaranja Iso Kršnjavi, no ostvarenje su ometale mnoge teškoće. Tek prvih godina 20. stoljeća počeli su se skupljati radovi za buduću galeriju. Među prvima otkupljena su djela Meštrovića i Račkoga. Nekoliko godina poslije, 1909. zamisao o galeriji je ostvarena.
Muzej za umjetnost i obrt dao je nekoliko prostorija Hrvatskomu društvu umjetnosti Strossmayer, unutar kojih je Moderna galerija počela rad. Kada je godine 1919. muzej postao samostalnom ustanovom, izdvojenom iz Obrtne škole, ustupio je drugi kat svoje zgrade Modernoj galeriji, koja se otada počela naglo razvijati i obogaćivati. Tu je nastao i prvi stalni postav što ga je uredio Ljubo Babić. Fond radova galerije stalno se povećavao. Obuhvaćao je sva najvažnija hrvatska imena od polovice 19. stoljeća do toga vremena pa su postale prijeko potrebne veće i pogodnije prostorije, koje su dobivene 16. svibnja 1934.
16. svibnja 1934. godine otvorena je Moderna galerija u Zagrebu zahvaljujući nastojanjima članova Hrvatskoga društva umjetnosti Strossmayer, a otvorio ju je tadašnji predsjednik Hrvatskoga društva umjetnosti dr. Svetozar Ritting. Bio je to važan kulturni događaj za Zagreb pa se svečanost otvorenja prenosila i preko radija.
Umjetnici zastupljeni u stalnom postavu Moderne galerije:
- Ljubo Babić
- Vojin Bakić
- Petar Barišić
- Ivo Deković
- Marijan Detoni
- Ivo Dulčić
- Dušan Džamonja
- Vladimir Becić
- F. Bilak
- Vlaho Bukovac
- Vladimir Gašparić Gapo
- Vilko Gecan
- Josip Generalić
- Oton Gliha
- Krsto Hegedušić
- Ljubo Ivančić
- Franz Jaschke
- Anto Jerković
- Vasilije Josip Jordan
- Leo Junek
- Vjekoslav Karas
- Ivo Kerdić
- Zlatko Keser
- Josip Klarica
- Slavko Kopač
- Kuzma Kovačić
- Miroslav Kraljević
- Frano Kršinić
- Vatroslav Kuliš
- Ferdinand Kulmer
- Ivan Lesjak
- Tihomir Lončar
- Nikola Mašić
- Ivan Meštrović
- Matko Mijić
- Karlo Mijić
- Robert Frangeš Mihanović
- Jerolim Miše
- Antun Motika
- Edo Murtić
- Sofija Naletilić Penavuša
- Zoltan Novak
- Mladen Pejaković
- Ivan Picelj
- Dimitrije Popović
- Zlatko Prica
- Ferdo Quiquerez
- Mirko Rački
- Josip Račić
- Slava Raškaj
- Ivan Rendić
- Ivo Režek
- Branko Ružić
- Đuro Seder
- Miljenko Stančić
- Milan Steiner
- Dalibor Stošić
- Mihael Stroy
- Gabrijel Stupica
- Ivo Šebalj
- Zlatko Šulentić
- Marino Tartaglia
- Marija Ujević
- Milivoj Uzelac
- Vladimir Varlaj
- Emanuel Vidović
- Zlatan Vrkljan
- Josip Zanki
- Ivan Zasche

## Iz slikarskoga postava
- V. Bukovac, Krist na Maslinovoj gori, 1887.
- Bela Čikoš Sesija, Judita i Holoferno, ulje na kartonu, 1892.
- Slava Raškaj, Djevojčica, pastel, 1900.
- Vlaho Bukovac, Ikar na hridi, ulje na platnu, 1897.
- Josip Račić, Majka i dijete, ulje na platnu, 1908.
- Miroslav Kraljević, Zrelo voće, ulje na platnu, 1912.
- Ivan Tišov, Muški akt, ulje na platnu, 1913.
- Miroslav Kraljević, Golgota, ulje na platnu, 1912.
- Oton Iveković, Veliki Tabor-žena u krevetu, ulje na platnu, do 1939.

## Vanjske poveznice
|  | Zajednički poslužitelj ima još gradiva o temi Moderna galerija |

- Muzejski dokumentacijski centar  Arhivirana inačica izvorne stranice od 24. siječnja 2009. (Wayback Machine)
- Službene stranice Moderne galerije Arhivirana inačica izvorne stranice od 11. listopada 2012. (Wayback Machine)